# Neotrichia juani
Neotrichia juani är en nattsländeart som beskrevs av Harris och Tiemann 1993. Neotrichia juani ingår i släktet Neotrichia och familjen smånattsländor. Inga underarter finns listade i Catalogue of Life.